# Tertenia

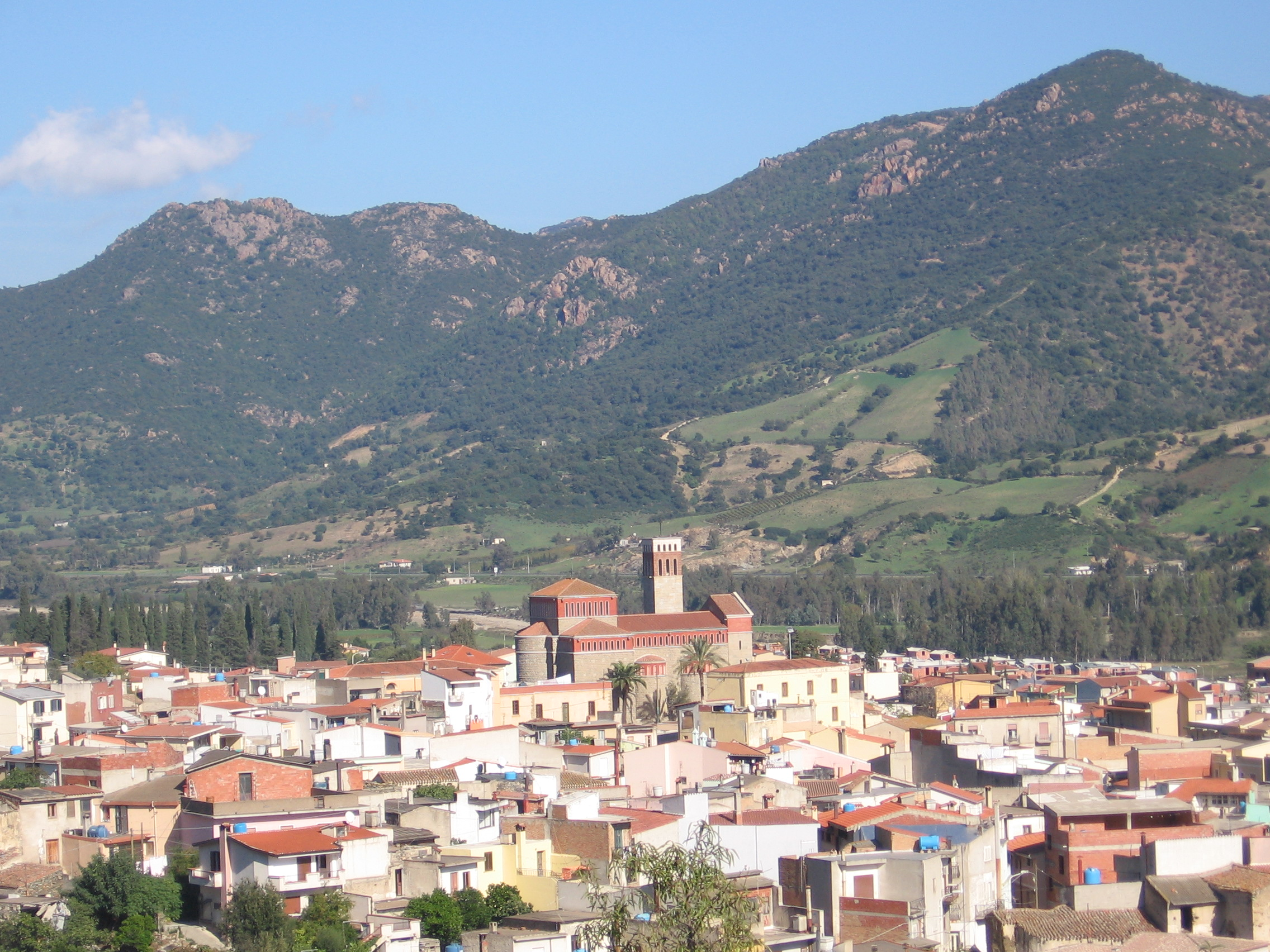
Blick auf Tertenia

Tertenia ist eine italienische Gemeinde (comune) mit 3862 Einwohnern (Stand 31. Dezember 2023) in der Provinz Ogliastra auf Sardinien. Die Gemeinde liegt etwa 27 Kilometer südwestlich von Tortolì und etwa 20 Kilometer südlich von Lanusei am Quirra. Die Gemeinde liegt unmittelbar am Tyrrhenischen Meer.
In der Nähe steht die Nuraghe s’Ulimu.

## Verkehr
Die Gemeinde wird von der Strada Statale 125 Orientale Sarda von Olbia bzw. Tortolì kommend Richtung Quartucciu (bei Cagliari) durchquert.